# Lycée Louis-le-Grand

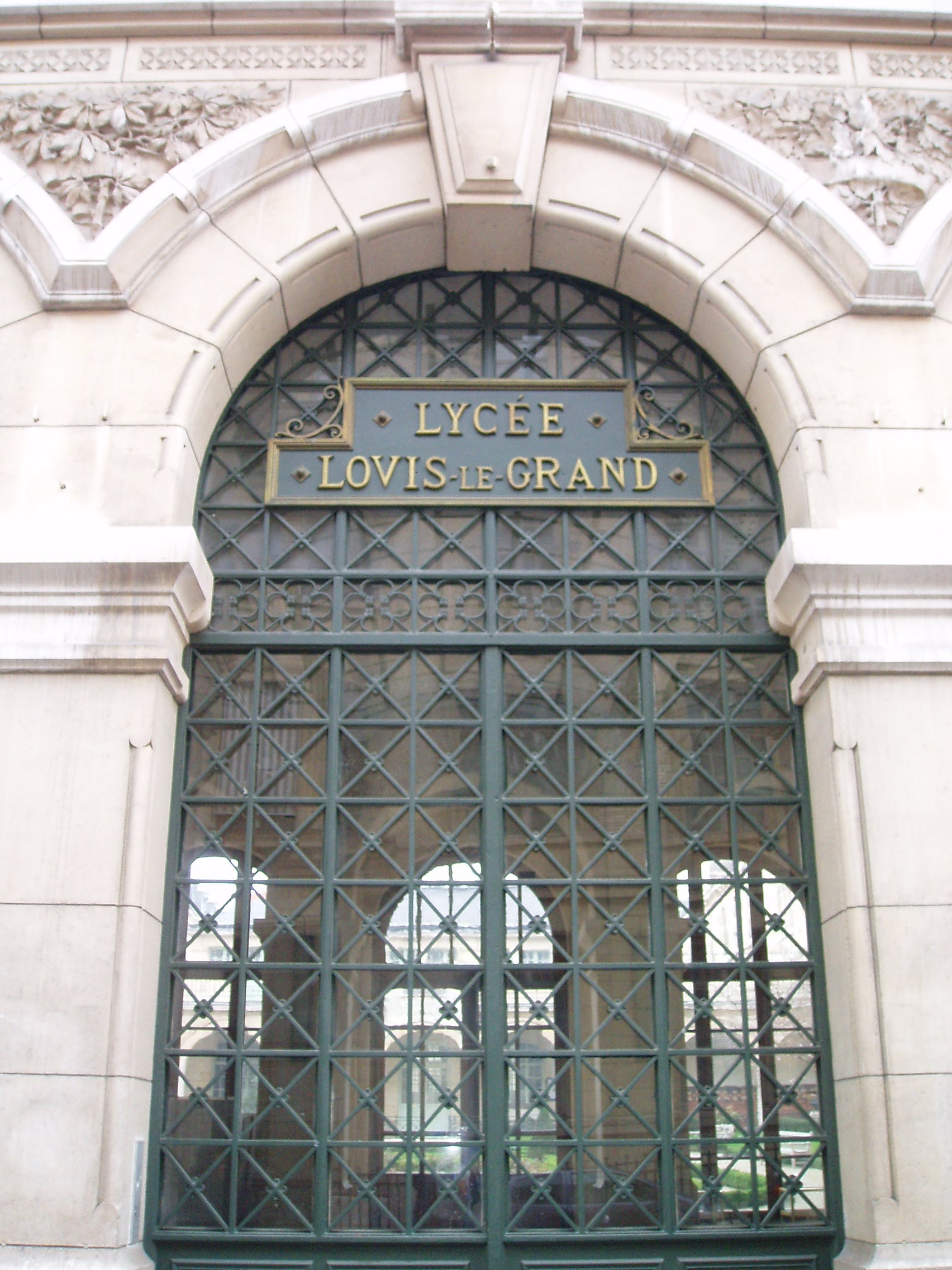
Wejście do liceum

Lycée Louis-le-Grand – znana publiczna szkoła średnia w Paryżu, założona przez jezuitów w 1563 roku jako Collège Clermont. Liceum mieści się w Dzielnicy Łacińskiej (części 5. dzielnicy Paryża) przy rue Saint-Jacques pod numerem 123.
Liceum jest otoczone prestiżowymi instytucjami – dzieli dziedziniec z Collège de France, znajduje się naprzeciwko Sorbony i kilkadziesiąt metrów od Lycée Henri-IV, innego ważnego paryskiego liceum.
Obecnie (2010 r.) dyrektorem szkoły jest Joël H. Vallat (były kierownik liceum francuskiego w Nowym Jorku). Uczy się tam ok. 1800 młodych ludzi –  850 z nich w liceum jako takim, i 950 w classes préparatoires – klasach przygotowawczych do tzw. grandes écoles.

## Znani absolwenci

### Literaci i filozofowie
| - Donald Adamson - Alexandre Adler - Alain-Fournier - Armand Albert-Petit - Auguste Angellier - Jean-Henri Azéma - Souleymane Bachir Diagne - Charles Barbara - Charles Barbier de Meynard - Maurice Bardèche - Charles Baudelaire - Émile Beaussire - Joseph Bédier - Frédéric Beigbeder - Alain de Benoist - Roger Bernard - Marc Bloch - Robert Brasillach - Ferdinand Brunetière - Pierre Bourdieu - Paul Bourget - Eugène Burnouf - Michel Butor | - Henry Carnoy - Félix Castan - René Castel - Aimé Césaire - Patrice Chéreau - Pierre-Robert de Cideville - René Clair - Paul Claudel - Michel Cournot - Léon Daudet - Régis Debray - Émile Delavenay - Jacques Derrida - Jérôme Deschamps - Denis Diderot - Maurice Druon - Auguste Dupouy - Émile Durkheim | - Claude Esteban - René Etiemble - Octave Feuillet - Ariane Fornia - Paul Gadenne - Maurice de Gandillac - Théophile Gautier - Georges Goyau - Jean Guéhenno - Paul Guth - Louis Hachette - Claude Hagège - Jean-Barthélemy Hauréau - Victor Hugo - Dominique Jamet - Joseph Kessel - Henri Laoust - Valery Larbaud - Lefranc de Pompignan - Bernard-Henri Lévy - Émile Littré - Quentin Meillassoux | - Robert Merle - Maurice Merleau-Ponty - Molière - Charles Péguy - Bertrand Poirot-Delpech - Charles Porée - Claude Ribbe - Olivier Rolin - Romain Rolland - le Marquis de Sade - Jean de Santeul - Léopold Sédar Senghor - Jean-Paul Sartre - Jean-René Suratteau - Paul Tuffrau - Voltaire |

### Artyści
| - Pierre Bonnard - Frédéric-Auguste Bartholdi | - Edgar Degas - Eugène Delacroix - Claude Domec | - Théodore Géricault - Fabien Lévy | - Georges Méliès - Jacques Rigaut |

### Naukowcy
| - Henri Becquerel - Jean Becquerel - Jean Bernard - Alfred Binet - Jean-Baptiste Biot - Jean Cavaillès | - Michel Chasles - Paul Desains - Charles Ferton - Évariste Galois - Daniel Gourisse - Jacques Hadamard - Félix d’Hérelle | - Charles Hermite - Laurent Lafforgue - Gabriel Lamé - Louis Leprince-Ringuet - Pierre-Louis Lions - Arthur Morin | - Paul Painlevé - Charles Pellat - Henri Poincaré - Laurent Schwartz - Étienne Wolff - Jean-Christophe Yoccoz |

### Politycy
| - Robert Brasillach - Thierry Breton - Paul Biya - Aimé Césaire - Jacques Chirac - Michel Debré | - Božidar Đelić - Philippe Dechartre - Paul Deschanel - Camille Desmoulins - Jacques Douffiagues - Édouard Drouyn de Lhuys - Laurent Fabius - Charles Fonton | - Valéry Giscard d’Estaing - Jean Jaurès - Jean-Noël Jeanneney - Alain Juppé - Nathalie Kosciusko-Morizet - Gilbert du Motier de La Fayette - Bruno Mégret - Pierre Mendès France - Pierre Messmer - Alexandre Millerand | - Edgard Pisani - Alain Poher - Raymond Poincaré - Georges Pompidou - Maximilien de Robespierre - Michel Rocard - Léopold Sédar Senghor - Jean Tiberi - Turgot | - Adolphe Vincent - Laurent Wauquiez |